# Рафаел Ернандез (Порторико)
Рафаел Ернандез (шп. Rafael Hernández) град је у америчкој острвској територији Порторико, острвској држави Кариба.

## Демографија
По попису из 2010. године број становника је 1.351, што је 165 (-10,9%) становника мање него 2000. године.
| Група             | 2000.         | 2010.         |
| Белци             | 7 (0,5%)      | 11 (0,8%)     |
| Афроамериканци    | 60 (4,0%)     | 107 (7,9%)    |
| Азијати           | 15 (1,0%)     | 0 (0,0%)      |
| Хиспаноамериканци | 1.507 (99,4%) | 1.340 (99,2%) |
| Укупно            | 1.516         | 1.351         |